# V593 Возничего
V593 Возничего (лат. V593 Aurigae) — одиночная переменная звезда в созвездии Возничего на расстоянии приблизительно 1994 световых лет (около 611 парсеков) от Солнца. Видимая звёздная величина звезды — от +9,9m до +9,6m.

## Характеристики
V593 Возничего — оранжевый гигант, эруптивная переменная звезда типа RS Гончих Псов (RS:) спектрального класса K. Радиус — около 13,88 солнечных, светимость — около 56,615 солнечных. Эффективная температура — около 4250 K.